# Taksist
Taksist (engl. Taxi Driver) američki je igrani film iz 1976. godine, redatelja Martina Scorsesea. Opisuje poteškoće osamljenog njujorškog taksista Travisa Bicklea koji očajnički pokušava promijeniti vlastiti život. Film je stekao brojne obožavatelje, a neke scene su postale elementom popularne kulture.

## Glavne uloge
- Robert De Niro  : Travis Bickle
- Jodie Foster  :  Iris Steensma
- Cybill Shepherd  :  Betsy
- Harvey Keitel  :  'Sport' Matthew
- Peter Boyle  :  Wizard
- Leonard Harris  :  Sen. Charles Palantine
- Albert Brooks  :  Tom

## Radnja
Travis Bickle je osamljeni i depresivni 26-godišnjak; u svojim kasnijim akcijama pokazuje da vjerojatno ima i nekih ozbiljnijih psihičkih problema (moguće je da ima PTSP jer je služio kao marinac u Vijetnamu). U New Yorku se zapošljava kao taksist i radi prekovremeno jer pati i od nesanice. Slobodno vrijeme provodi u pornografskim kinima ili lutajući gradom. Prostitutke, lopovi i narkomani koje susreće u siromašnim gradskim četvrtima u njemu izazivaju odvratnost i želju "za čišćenjem prljavštine ulica".
Travis uskoro postaje opsjednut Betsy, mladom ženom zaposlenom u predsjedničkoj kampanji senatora Palantinea. Nakon što je neko vrijeme uhodi, odlučuje joj prići smatrajući da je i ona osamljena poput njega.  Zbunjena, ali i zaintrigirana njegovom hrabrošću i otvorenošću pristaje izaći s njim. Na spoju je Travis odvodi na u kino na porno-film; sam u tome ne vidi ništa neobično, no ona se naljuti i ostavlja ga. Travis je pokušava ponovno kontaktirati, ali na kraju zaključuje da je "hladna i distancirana" te zapada u još veću depresiju.
Jedne noći njegov taksi ulazi mlada prostitutka Iris koja, čini se, želi pobjeći od svojeg svodnika Matthewa. No on ju izvlači iz automobila prije nego što je Travis krenuo. Kasnije ju opet susreće i izražava želju da joj pomogne; ona je nesigurna u svoje osjećaje prema svodniku koji njome lako manipulira.
Travis postaje sve nezadovoljniji i odlučuje se za poduzimanje promjena u životu. Počinje se baviti tjelovježbom, nabavlja oružje i vježba rukovanje njime. U lokalnoj trgovini ubija pljačkaša. Počinje hodati naoružan u vojničkoj jakni i obrijane glave.
Na političkom skupu pokušava izvršiti atentat na senatora Palantinea no agenti osiguranja ga uočavaju prije nego izvuče oružje iz jakne; ipak im uspijeva pobjeći. Odlazi u bordel gdje je Iris i tamo brutalno ubija njezinu mušteriju, svodnika i vratara. Pri tome je teško ranjen i gubi mnogo krvi; po dolasku policije upire krvavi prst u glavu i oponaša pucanje iz pištolja; kamera postupno pokazuje krvavi trag njegovog osvetničkog pohoda.  
U epilogu saznajemo da je Travis u komi, a Iris se vratila roditeljima. Mediji su od njega napravili junaka.  Na kraju nastavlja voziti taksi i jedne večeri ponovno susreće Betsy koja pokazuje simpatije prema njemu. Posljednja scena s Betsy je čest predmet razgovora o filmu jer je moguće da se radi o fantaziji Travisa koji zapravo umire u komi. Kao argument za ovu tvrdnju mnogi ističu kako bi u stvarnosti Travis vjerojatno bio u zatvoru ili sanatoriju jer je ilegalnim oružjem brutalno ubio nekoliko ljudi a prije toga je pokušao i atentat na senatora. Budući da nema nikakvog službenog objašnjenja, interpretacija posljednje scene ostaje stvar gledatelja. Poznati filmski kritičar Robert Ebert smatra da kraj i ne treba tumačiti doslovno jer on zaključuje film prvenstveno na emotivnom nivou - Travis je ostvario svoj cilj.

## Kritike
Jedno od ključnih djela američkog filma 1970–ih, Taksist je likovno-scenografski te dramaturški čvrsto lociran u New York, pa je kritika govorila o vrhunskom djelu »realistične« tendencije razdoblja. Film se odlikuje dojmljivom fotografijom i glazbom te preciznom modernističkom režijom, više usmjerenom na prikaz psihološke rastrzanosti junaka nego na neklasično izlaganje događaja te lišenom romantizacije nasilnoga gubitništva kriminalaca (za razliku od drugog vrhunskog primjera sličnih tendencija u američkoj kinematografiji Bonnie i Clyde), a s iznimno dojmljivim vrhuncem u sceni krvave pucnjave kojom Bickle postaje svojevrstan američki junak. Scenarij Paula Schradera, nadahnut stvarnim pokušajem umorstva guvernera Alabame, također oslonjen i na Bressonova Džepara, Sartreovu Mučninu i Zapise iz podzemlja F. M. Dostojevskoga, razrađen je u potresan prikaz junakove neurotične postvijetnamske egzistencije, u interpretacijama ugl. smještane u kontekst propasti kontrakulturnih pokreta iz 1960-ih te krize identiteta amer. muškarca. Komercijalno prilično uspješan, film je popraćen uglavnom pozitivnim kritikama, unatoč zamjerkama izrazitoj nasilnosti, utjecajima novoga vala te (osobito od strane marksističkih kritičara) ograničavanju velikih društv. problema na perspektivu pojedinca. Nominiran za četiri Oscara (i za najbolji film), u Cannesu je osvojio Zlatnu palmu, označivši definitivnu redateljevu afirmaciju u svjetskim razmjerima. Utjecao je na američki (npr. Quentin Tarantino) i europski film (npr. Mržnja M. Kassowitza, 1995.).

## Zanimljivosti
- Scena u kojoj Travis govori pred ogledalom je De Nirova improvizacija; u scenariju piše samo: "Travis gleda u zrcalo".
- Film na koji je Travis izveo Betsy je Kärlekens Språk, švedski pornografski film maskiran kao dokumentarac.
- Scorsese tvrdi da je najvažnija scena u filmu telefonski razgovor kojim Travis pokušava dogovoriti novi spoj s Betsy.  Kamera se postupno udaljava od njega i prelazi u prazni hodnik pored, sugerirajući da je razgovor pretežak da bi se izdržao.
- Poznati skladatelj Bernard Herrmann umro je na Božić 1975., samo nekoliko sati nakon što je završio glazbu za film.

## Vanjske poveznice
- Taxi Driver u internetskoj bazi filmova IMDb-a
- Taksist na Rotten Tomatoes